# Matt Siber
Matt Siber (ur. 1972 w Chicago) – współczesny artysta amerykański. Ukończył fotografię na Columbia College w Chicago, gdzie obecnie jest wykładowcą. Jego prace znajdują się m.in. w kolekcji Art Institute of Chicago i Museum of Contemporary Photography w Chicago. W 2005 artysta pokazał swoje prace (The Untitled Project) na IV Międzynarodowym Festiwalu Fotografii w Łodzi.
W serii fotografii The Untitled Project prezentuje zdjęcia miejskich krajobrazów, z których usunięto wszelkie napisy (które prezentowane są obok, na czystym polu, tego samego formatu, co zdjęcie, i w tym samym kroju i układzie, w jakim na zdjęciu występowały). Nieobecność tekstu nie tylko ma zwracać uwagę na jego rolę we współczesnym mieście, ale także uwypukla rolę pozawerbalnych środków przekazu (kolor, symbole itp.) w skomercjalizowanej przestrzeni miejskiej. Przestrzenie te, pozbawione tekstów, prawie wyłącznie zresztą reklamowych, sprawiają wrażenie niepokojącej wręcz ciszy, pustki i spokoju.
We Floating Logos - innej serii fotografii artysta ze zdjęć przedstawiających loga (przeważnie sieci fast food-ów i stacji benzynowych) usuwa podpory, na których były one umieszczone, zabieg ten ma nasuwać skojarzenia ze sferą religii.